# Doudnabacteria
Doudnabacteria o Katanobacteria es una clase candidata de bacterias recientemente propuesta, previamente conocido como WWE3. Se conocen solamente por secuencias genómicas obtenidas del medio ambiente. Los análisis de esos genomas sostienen un metabolismo fermentativo. Esta clase forma parte del grupo CPR o Minisyncoccota, una extensa línea filogenética de bacterias recientemente descubierta.